# Musca cadaverum
Musca cadaverum este o specie de muște din genul Musca, familia Muscidae. A fost descrisă pentru prima dată de Kirby în anul 1837. Conform Catalogue of Life specia Musca cadaverum nu are subspecii cunoscute.